# Podzemna koraba
Podzemna koraba, rutabaga (severnoamerički engleski), sved (južni engleski i delo komonveltski engleski), nip (škotski), turnip (u nekim dijalektima kanadskog engleskog i severnog engleskog, uključujući kornivolski engleski) ili snager (severno engleski), takođe poznata pod nekoliko drugih imena u različitim regionima (uključujući turnip, mada se ovo drugde obično odnosi na „belu repu”), korensko je povrće koje je nastalo kao ukrštanje kupusa i turnipa. Korenje se jede na različite načine, a lišće se može jesti kao lisno povrće. Koren i lišće takođe se koriste za ishranu stoke, tako što se direktno polažu tokom zime ili kao ispaša tokom ostalih sezona. Škotska, Severna Engleska, Zapadna Engleska i Irska imali su tradiciju sečenja korena u obliku fenjera za Noć veštica.

## Istorija
Prva poznata štampana referenca na rutabagu dolazi od švajcarskog botaničara Gasparda Bauhina 1620. godine, gde napominje da je biljka izobilno rasla u Švedskoj. Često se smatra da ona potiče iz Skandinavije ili Rusije. Postoje kontradiktorni izveštaji o tome kako je koraba stigla u Englesku. Neki izvori kažu da je u Englesku stigla iz Nemačke, dok drugi navodi podržavaju švedsko poreklo. Prema Džonu Sinkleru, koren ovog povrća je stigao u Englesku iz Nemačke oko 1750. godine. Koraba je stigla u Škotsku preko Švedske oko 1781. godine.
Članak o toj temi u časopisu The Gardeners' Chronicle sugeriše da je koraba tada bila šire uvedena u Englesku 1790. godine. Uvod u Severnu Ameriku dogodio se početkom 19. veka, sa izveštajima o usevima korabe u Ilinoisu već 1817. Godine 1835, krmni usev korabe je preporučen njujorškim farmerima u dolini reke Dženesi.
Koraba se nekada smatrala hranom poslednjeg utočišta u Nemačkoj i u Francuskoj zbog povezanosti sa nestašicom hrane u Prvom i Drugom svetskom ratu. Kuvana čorba s korabom i vodom kao jedinim sastojcima (Steckrübeneintopf) bila je tipična hrana u Nemačkoj za vreme gladi i nestašice hrane u Prvom svetskom ratu, uzrokovanim Savezničkom blokadom (zima Steckrübenwinter ili zima korabe iz 1916/17) i između 1945. i 1949. godine. Kao rezultat toga, mnogi stariji Nemci imali su nesrećne memorije na ovu hranu.

### Drugi svetski rat
Jedan dnevnik, koji je napisala anonimna mlada devojka iz Lođanskog geta, sadržavao je znatnu raspravu o hrani i gladi. Lođ je bio jedini geto na „nemačkom” tlu i zbog ove osobitosti njegovog karaktera, crno tržište krijumčarene hrane i ostalih potrepština nije bilo moguće u Lođu. Od „glavnih geta”, Lođ je bio najviše pogođen nestašicom hrane, gladovanjem i umiranjem usled neuhranjenosti. Mlada spisateljka dnevnika detaljno priča kako je njen otac došao kući jedne večeri sa dve ukradene korabe. Svaka koraba bila je podeljena u 3 porcije koje su ona napomenje „imale sedamdeset dekagrama svaka”. Iako je njenom ocu bilo dato nekoliko komadića korabe, napisala je: „On je znao da kod kuće nema šta da jede, te ih nije pojeo na licu mesta, iako je bio veoma gladan ... Ne mogu više da pišem jer su moje oči ispunjene suzama.”
Valter Majer, koji je bio zatvorenik u muškom logoru Ravenzbrik, napisao je da je „supa od korabe postala glavna hrana”. Jedan američki ratni zarobljenik prisetio se supe od korabe „napravljene od ljuski”. Ratni zatvorenik koji je bio u logoru zarobljenih poljskih oficira rekao je da su Nemci zarobljenicima pružali samo male porcije supe napravljene od „jedino vode i korabe”. Još jedan preživeli zarobljenik koji je držan u Vesterborku i koncentracionom logoru Bergen-Belsen napomenuo je loš kvalitet samih koraba, rekavši da bi u nekim slučajevima zatvorenici čak odbaciti i „osušene i sive” korabe.
U vestima iz aprila 1942. godine raspravljalo se o smanjenju obroka nemačkog stanovništva od strane Ministarstva za hranu i poljoprivredu Rajha. Tekst daje prikaz nestabilne isporuke hrane u Nemačkoj, zaključujući: „Da bi popunila prazninu, Hitlerova vlada će, baš kao i pre 25 godina vlada Vilhelma II, nahraniti nemački narod obećanjima i korabama“ koristeći nemačku reč Kohlrüben za korabu.

### Botanička istorija
Podzemna koraba ima kompleksnu taksonomsku istoriju. Najraniji podaci potiču od švajcarskog botaničara Gasparda Bauhina, koji je o tome pisao u svom Prodromusu iz 1620. godine. Vrstu Brassica&nbsp;napobrassica prvi je validno objavio Karl Line u svom radu iz 1753. godine Species Plantarum kao sortu B.&nbsp;oleracea: B.&nbsp;oleracea var. napobrassica. Od tada je premeštena u druge taksone kao sorta, podvrsta ili uzdignuta na rang vrste. Godine 1768, škotski botaničar je podigao Lineovu sortu u rang vrste kao Brassica napobrassica u radu Baštovanski rečnik, što je i trenutno prihvaćeno ime.
Broj hromozoma korabe je 2n = 38. Ova biljka je nastala iz ukrštanja turnipa (Brassica&nbsp;rapa) i Brassica&nbsp;oleracea. Zatim je rezultirajuće ukrštanje udvostručilo svoje hromozome, postajući alopoliploid. Ovu vezu prvi put je objavio Vu Jang-čun 1935. godine i poznata je kao Trougao U.

## Fitohemija
Rutabaga i druga hrana koja sadrži cijanoglukozide (uključujući manioku, kukuruz, izdanke bambusa, slatki krompir i pasulj lima) oslobađaju cijanid, koji se zatim detoksifikuje u tiocijanat. Tiocijanat inhibira transport tiroidnog jodida i, u visokim dozama, takmiči se sa jodidom u procesu organifikacije unutar tkiva štitaste žlezde. Gušavost se može razviti kada postoji neravnoteža u ishrani hranom koja sadrži tiocijanat u većoj količini od joda, i ova jedinjenja mogu doprineti hipotireozi. Ipak, nije bilo izveštaja o lošim efektima kod ljudi od konzumiranja glukozinolata iz normalnih količina Brassica povrća. Sadržaj glukozinolata u tom povrću je oko jedan procenat suve materije. Ova jedinjenja takođe izazivaju gorak ukus rutabage.
Kao i kod potočarke, senfa, repe, brokolija i rena, ljudskom percepcijom gorčine u rutabagi upravlja gen koji utiče na TAS2R receptor gorčine, koji otkriva glukozinolate u rutabagi. Osetljivi pojedinci sa genotipom PAV/PAV (supertesteri) smatraju da je rutabaga dvostruko gorča od neosetljivih subjekata (AVI/AVI). Razlika za mešoviti tip (PAV/AVI) je beznačajna za rutabagu. Kao rezultat toga, osetljive osobe mogu smatrati da su neke rutabage previše gorke za jelo.
Ostala hemijska jedinjenja koja doprinose ukusu i mirisu uključuju glukoheirolin, glukobrasikanapin, glukoberteroin, glukonapoleiferin i glukoerisolin. Nekoliko fitoaleksina koji pomažu u odbrani od biljnih patogena takođe je izolovano iz rutabage, uključujući tri nova fitoaleksina koja su prijavljena 2004. godine.
Rutabaga sadrži značajne količine vitamina C: 100 g sadrži 25 mg, 30% dnevne preporučene doze.

## Druge upotrebe

### Stočarstvo
Ovo korenje je ušlo su u upotrebu kao krmni usev početkom devetnaestog veka, i korišćeno je kao zimska hrana za stoku. Ono se može hraniti direktno (iseckano ili iz rezervoara), ili se životinjama može dozvoliti da hrane biljkama direktno u polju.

### Noć veštica
Ljudi u Severnoj Engleskoj, Zapadnoj Engleskoj, Irskoj i Škotskoj dugo su rezbarili repu i često je koriste kao fenjere za odbijanje štetnih duhova. U srednjem veku, razdragane dečje grupe su lutale ulicama sa maskama noseći izrezbarene repe poznate u Škotskoj kao „tamši glave”. U moderno doba, repa se često rezbari da izgleda što je moguće zlokobnije i preteće i stavlja se na prozor ili na prag kuće za Noć veštica da bi oterala zle duhove.
Otkako su bundeve postale lako dostupne u Evropi 1980-ih, one su u velikoj meri preuzele ovu ulogu. Na Ostrvu Men, lampioni od repe se i dalje rezbare u Hop-tu-Nau (manski ekvivalent Noći veštica), osvetljavaju se svećom ili električnom lampom, a neka deca ih nose od kuće do kuće, uz prateću pesmu Hop tu Na; nadajući se novcu ili poslasticama hrane. Miris zapaljene repe je evokativan deo događaja.

### Festivali
Lokalna zelena pijaca u gradu Itaka u Njujorku organizuje ono što se naziva „Međunarodno prvenstvo u rezbarenju rutabaga“ svake godine poslednjeg dana tržišne sezone. Sela Askov, Minesota, i Kamberlend, Viskonsin, održavaju godišnji „festival rutabage“ u avgustu.